# Dachsberg (Darmstadt)
Der Dachsberg (auch: Vorderer Dachsberg) ist ein 258,2 m ü. NHN hoher Berg im nordwestlichen Odenwald, ca. 0,9 km südöstlich von Darmstadt. Er liegt in der Waldgemarkung Darmstadt und ist stark bewaldet. Unmittelbar nordwestlich des Gipfels befinden sich ein Wasserhochbehälter und ein Sendemast, unmittelbar nördlich des Gipfels befindet sich die hölzerne Schutzhütte „Klipstein-Tempel“. Die Schutzhütte ist nach Philipp Engel von Klipstein benannt worden. Am nordöstlichen Fuß des Berges befindet sich das denkmalgeschützte Grabmal des Darmstädter Forstmanns Philipp Engel von Klipstein. Am südöstlichen Fuß des Berges befindet sich das „Wilbrand-Brünnchen“ das zum Naturschutzgebiet Darmbachaue gehört. Unmittelbar westlich des „Wilbrand-Brünnchens“, am südlichen Fuß des Dachsberges, befindet sich die Schutzhütte „Paul-Trinkglas-Tempel“.

## Toponyme
1. 1567: am Dachsberg
2. 1597: uff der Dachswießen
3. undatiert: Dachsberg
4. undatiert: Die Dachswiese
5. heute: Dachsberg

## Etymologie
Zu Althochdeutsch und Mittelhochdeutsch dahs mit der Bedeutung „Dachs“.
Der Name Dachsberg bezieht sich auf die bevorzugten Aufenthaltsorte und Bauten des Dachses.
Den Beinamen „Vorderer Dachsberg“ trägt der Berg um ihn von dem nahegelegenen „Hinteren Dachsberg“ unterscheiden zu können.

## Sonstiges
Am Nordhang des Dachsberges befanden sich mehrere Rodelbahnen und eine Grillhütte.
Diese Anlagen gibt es heute nicht mehr.